# Xạ thủ bắn tỉa

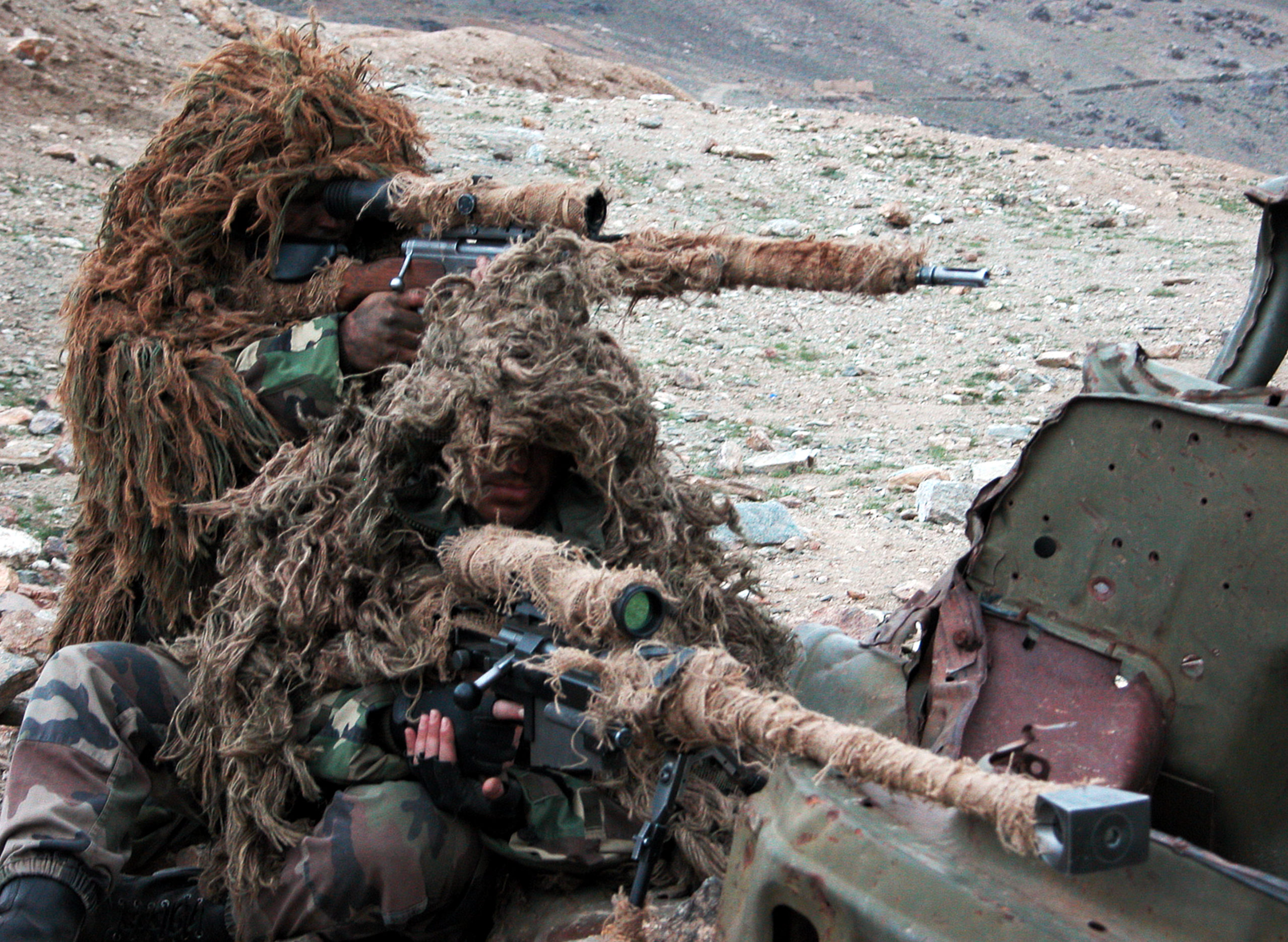
Một đội bắn tỉa của Lê dương Pháp

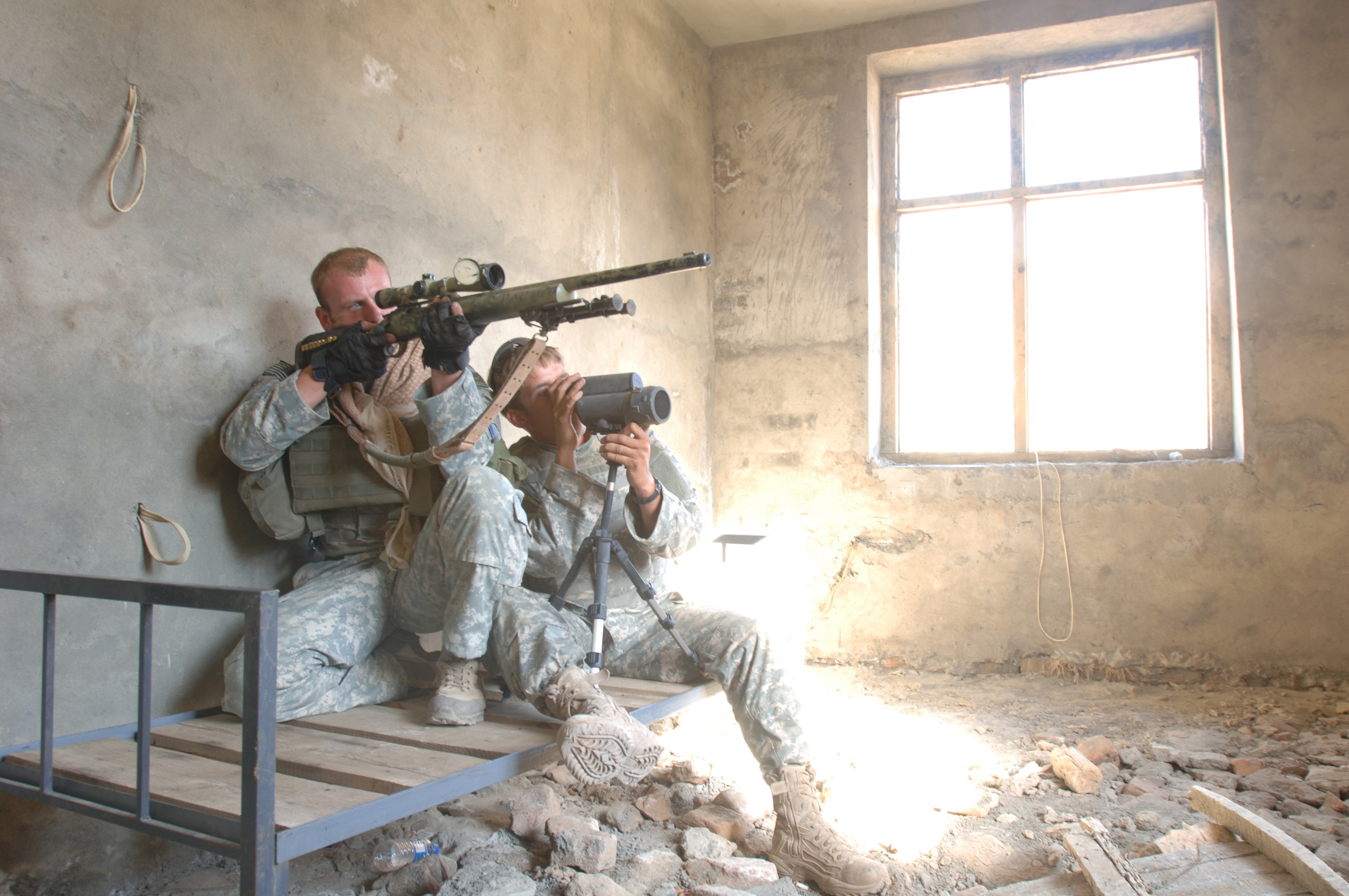
Lính bộ binh bắn tỉa của Quân đội Mỹ với súng bắn tỉa M24 tại Afghanistan ngày 19 tháng 10 năm 2006.

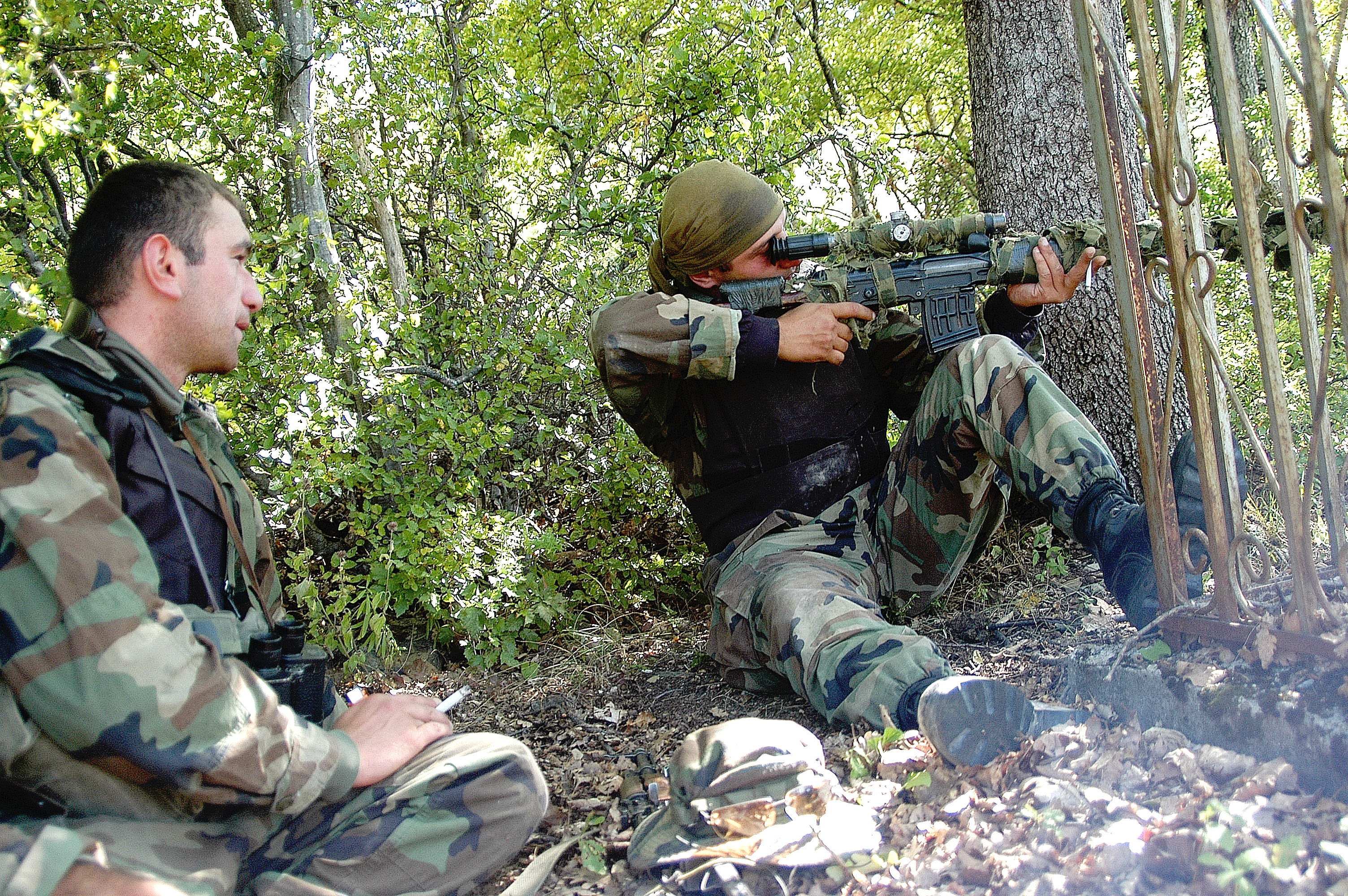
Lính bắn tỉa Gruzia ở Nam Ossetia, năm 2004

Xạ thủ bắn tỉa (tiếng Anh: sniper) là người sử dụng súng bắn tỉa từ vị trí ẩn nấp, bắn vào mục tiêu thường là từ khoảng cách xa hơn khoảng cách chiến đấu của bộ binh thông thường. Trong quân đội, đó thường là nhóm lính bộ binh được huấn luyện đặc biệt về kỹ năng ẩn nấp và ngắm bắn.
Từ "xạ thủ bắn tỉa" bắt nguồn từ năm 1824 trong những người sử dụng súng trường. Từ tiếng Anh là "sniper" xuất hiện ở vùng Ấn Độ thuộc Anh có nghĩa là bắn từ vị trí được ẩn náu, có thể là từ hoạt động săn chim, chim dẽ giun (snipe) là một động vật rất khó phát hiện, tiếp cận hay bắn hạ chúng. Những người chuyên đi săn chim này sau đó được gọi là các "sniper" (xạ thủ bắn tỉa) bởi kỹ năng yêu cầu trong bắn súng, ngụy trang và di chuyển.

## Xạ thủ bắn tỉa trong chiến tranh
Mỗi quốc gia với có lý luận quân sự khác nhau trong việc sử dụng xạ thủ bắn tỉa, quy định đội hình và chiến thuật. Về cơ bản, mục đích của xạ thủ trên chiến trường là tiêu hao năng lực chiến đấu của đối phương bằng việc tiêu diệt những mục tiêu có giá trị, nhân vật quan trọng, thường là sĩ quan.

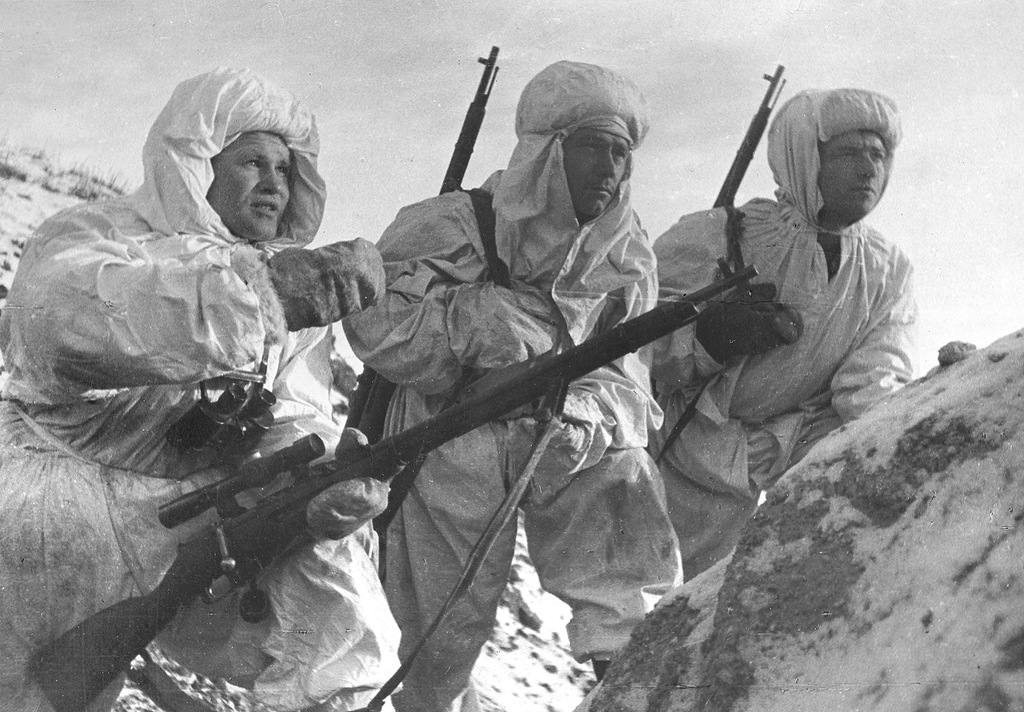
Vasily Zaytsev (ngoài cùng bên trái), xạ thủ bắn tỉa nổi tiếng trong trận Stalingrad cùng 2 đồng đội trong tổ bắn tỉa

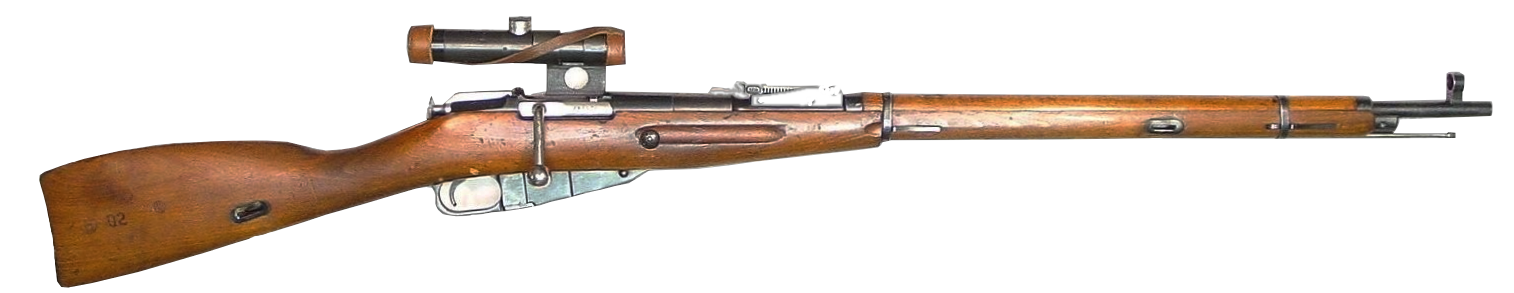
Súng trường Mosin Nagant với kính ngắm PU chuyên dùng để bắn tỉa

Hồng quân Liên Xô là đội quân tiên phong sử dụng bắn tỉa ở quy mô lớn và coi đây là một lực lượng chuyên biệt. Khi Thế chiến thứ 2 nổ ra, có tới 60.000 lính bắn tỉa đã đào tạo trong biên chế của Hồng quân Liên Xô, nhiều hơn số tay súng bắn tỉa của các nước tham chiến khác cộng lại, kết quả là Liên Xô cũng là nước có nhiều xạ thủ bắn tỉa có thành tích cao nhất lịch sử. Những học thuyết quân sự bắt nguồn từ đội quân này sử dụng các xạ thủ ở mức tập trung, gọi là các tiểu đội bắn tỉa. Các đơn vị này có nhiệm vụ yểm trợ các đơn vị bộ binh tiêu diệt các mục tiêu ở cự ly xa hoặc nguy hiểm (ví dụ như bắn hạ xạ thủ súng máy đối phương) bởi bộ binh thông thường khó có thể tấn công chính xác ở khoảng cách xa (trên 400 mét) với các loại súng thông thường.
Trong Thế chiến thứ 2, Liên Xô đã đào tạo được 428.335 lính bắn tỉa, trong đó 9.534 người có trình độ cao trong nghệ thuật bắn tỉa. Có 261 xạ thủ bắn tỉa nam và nữ của Liên Xô đã tiêu diệt được từ 50 tên địch trở lên và được trao danh hiệu bắn tỉa xuất sắc. Cũng trong thế chiến 2, Hồng quân có 800.000 quân nhân là nữ, trong số đó có 2.484 là nữ xạ thủ bắn tỉa, và đã có 500 xạ thủ nữ sống sót qua chiến tranh.
Xạ thủ bắn tỉa trong quân đội thường hình thành nhóm hai người, một xạ thủ và một trợ thủ. Hai thành viên này có nhiệm vụ tùy theo kỹ năng, nhưng thông thường là sẽ đổi vị trí cho nhau thường xuyên để tránh mỏi mắt. Trợ thủ sử dụng ống nhòm để giúp xạ thủ đánh giá, phân biệt hoặc xác định mục tiêu. Nhiệm vụ chủ yếu của xạ thủ là trinh sát, giám sát, chống bắn tỉa, tiêu diệt chỉ huy đối phương, lựa chọn mục tiêu có giá trị và phá hoại khí tài của đối phương. Nhiệm vụ phá hoại đòi hỏi sử dụng loại đạn cỡ lớn, ví dụ 12,7 mm. Gần đây, quân đội Mỹ và Anh sử dụng xạ thủ bắn tỉa có hiệu quả trong chiến dịch tấn công Iraq, hỗ trợ hỏa lực cho bộ binh, đặc biệt là ở trong thành phố.
Không chỉ cần học cách ngắm bắn cho chính xác, các xạ thủ bắn tỉa còn phải học các biện pháp ngụy trang hoặc ẩn nấp, bởi nếu bị phát hiện ra vị trí thì xạ thủ sẽ dễ bị tấn công bởi hỏa lực đối phương.
- Xạ thủ tiêu diệt nhiều quân địch nhất là xạ thủ Mikhail Ilyich Surkov người Liên Xô trong chiến tranh Xô-Đức, với 702 lính Đức bị diệt được khẳng định. 2 xạ thủ kế tiếp cũng là người Liên Xô: Vladimir Gavrilovich Salbiev được khẳng định hạ 601 địch và Vasiliy Shalvovich Kvachantiradze được khẳng định hạ 534 địch. Simo Hayha người Phần Lan ở vị trí thứ 4, diệt 505 lính trong Chiến tranh mùa đông năm 1939-1940 giữa Liên Xô và Phần Lan[1] (tuy nhiên con số tiêu diệt 505 của Simo Hayha đã được phóng đại để tuyên truyền, bởi báo cáo chiến trường cho thấy ông chỉ hạ 259 đối phương[2], với con số 259 thì Simo Hayha sẽ chỉ đứng thứ 58 trong số các xạ thủ hạ nhiều địch nhất trong lịch sử)
- Xạ thủ bắn tỉa diệt sĩ quan đối phương có thành tích cao nhất là Vasiliy Shalvovich Kvachantiradze của Liên Xô, ông được khẳng định đã bắn hạ 356 sĩ quan Đức (ngoài ra ông còn bắn hạ 178 lính Đức khác).
- Xạ thủ bắn tỉa diệt lính bắn tỉa đối phương có thành tích cao nhất là Vasiliy Ivanovich Golosov của Liên Xô, anh được khẳng định đã tiêu diệt 70 lính bắn tỉa của Đức (ngoài ra anh còn tiêu diệt được 352 lính Đức khác)[1]
- Nữ xạ thủ bắn tỉa có thành tích cao nhất lịch sử là Lyudmila Mikhailovna Pavlichenko của Liên Xô, với việc tiêu diệt được 309 lính Đức (trong đó có 36 lính bắn tỉa của Đức)[1]. Trong số các chiến tích của bà, nổi bật nhất là việc tiêu diệt Alfred von Leeb - con trai Thống chế Đức Wilhelm von Leeb, và Thiếu tướng Đức Gustaf Emil Mannerheim. Wilhelm von Leeb gọi bà là "Sát thủ hoa hồng". Lyudmila từng được Tổng thống Hoa Kỳ Franklin Delano Roosevelt mời và tiếp kiến tại Nhà Trắng, bà cũng là người Nga đầu tiên được Tổng thống Hoa Kỳ tiếp đãi một cách trọng thể và được xem là biểu tượng của nước Nga Xô Viết hòa bình.
- Cho tới nay, Liên Xô là nước nắm giữ nhiều xạ thủ bắn tỉa ưu tú nhất trong lịch sử. Trong danh sách 50 xạ thủ bắn tỉa hạ nhiều địch nhất cho tới năm 2016 thì tất cả đều tham gia trong Thế chiến thứ 2 (trừ 1 người tham gia trong Thế chiến thứ nhất). Trong đó, có 47 xạ thủ là người Liên Xô, 1 xạ thủ Phần Lan (Simo Hayha), 1 xạ thủ người Canada (Francis Pegahmagabow, đứng thứ 19) và 1 xạ thủ người Áo (Matthaus Hetzenauer, đứng thứ 28)[1]
- Xạ thủ bắn tỉa cao tuổi nhất (và cũng có học thức cao nhất) được ghi nhận là Nikolai Alexandrovich Morozov, viện sỹ Viện Hàn lâm Khoa học Liên Xô. Ở tuổi 88, ông đã xung phong chiến đấu trong Trận Leningrad năm 1942, ban đầu quân đội từ chối nhưng kháng cáo nên được chấp thuận, nhưng với điều kiện ông chỉ được phép ra trận với vai trò là lính bắn tỉa trong đúng 1 tháng. Là một nhà khoa học nên trước mỗi phát bắn, ông đã thực hiện những tính toán rất cẩn thận để đảm bảo phát bắn trúng đích. Trong một tháng, Morozov đã diệt 10 lính và sỹ quan địch, sau đó ông rời quân ngũ như giao hẹn ban đầu[3].
- Xạ thủ hạ nhiều địch nhất kể từ sau Chiến tranh thế giới thứ hai cho tới năm 2017 là Zhang Taofang (Trung Quốc). Sử dụng khẩu Mosin Nagant của Nga mà không cần kính ngắm, trong 32 ngày ông đã tiêu diệt 214 lính địch (hầu hết là lính Mỹ) trong Chiến tranh Triều Tiên. Thành tích này đã bị phá vào năm 2017 bởi ông Abu Tahsin al-Salhi (1953 – 2017), ông đã hạ 384 lính địch trước khi tử trận ở Hawija, Iraq. Trước đó, ông Abu Tahsin đã được huấn luyện kỹ năng bắn tỉa bởi đặc nhiệm Quân đội Nga[4]
- Năm 2009, xạ thủ Craig Harrison người Anh, thuộc cận vệ Hoàng gia Anh trong cuộc chiến Afghanistan đã sử dụng súng trường L115A3 AWM cỡ đạn .338 Magnum (8,58x70mm) lên đạn bằng tay hạ mục tiêu ở cự ly 2.475 mét (kỷ lục tại thời điểm đó). Thời gian bay của viên đạn lên đến 4 giây, và tạo đường đạn cầu vồng cao đến hơn 50 m (thời tiết khi đó rất thuận lợi: gió lặng, độ ẩm thấp và không khí loãng nên đường đạn không bị sai lệch nhiều, điều này đã giúp Harrison thực hiện được phát bắn rất khó này).
- Tháng 6 năm 2017 tại miền Bắc Iraq, một xạ thủ Canada sử dụng khẩu súng trường bắn tỉa McMillan TAC-50 từ khoảng cách 3.450m đã hạ gục một lính IS, phá kỷ lục bắn tỉa tầm xa từ trước đến nay. Danh tính của xạ thủ này vẫn đang được giữ bí mật vì lý do an ninh.[5]
- Năm 2017, xạ thủ Andrei Ryabinsky người Nga đã lập kỷ lục thế giới về độ chính xác của phát bắn tỉa khi sử dụng súng trường SVLK-14 "Sumrak" với đạn .408 CheyTac (10,36x77 mm). Trong phát bắn này, viên đạn mất 13 giây để bay tới mục tiêu là tấm bia có kích thước 1x1 mét ở khoảng cách 4.210 mét. Ryabinsky đã luyện tập suốt 8 năm để có thể thực hiện phát bắn này. Trước đó, nhóm của Ryabinsky đã 2 lần phá kỷ lục 4.158 mét do các tay súng bắn tỉa Mỹ lập được.

Xét về vũ khí, khẩu Mosin Nagant của Nga đến nay vẫn giữ kỷ lục là khẩu súng bắn tỉa đã tiêu diệt nhiều địch nhất trong lịch sử (dễ hiểu vì nó được các xạ thủ Liên Xô sử dụng rộng rãi). Đồng thời, nó cũng là khẩu súng bắn tỉa có thời gian phục vụ lâu dài nhất: ra đời từ những năm 1890 và đã bị quân đội Liên Xô thay thế từ đầu thập niên 1960, song với uy lực mạnh và độ tin cậy cao, nó vẫn tiếp tục được sử dụng ở nhiều nước khác cho tới giữa thế kỷ 21.
Trong Cuộc chiến Iraq năm 2003, việc bắn tỉa đã được quân đội Mỹ và đồng minh thực hiện ở khoảng cách rất gần, đa phần là 200–400 m. Đáng lưu ý, ngày 3 tháng 4 năm 2004, đội xạ thủ Matt và Sam Hughes của Hải quân Hoàng gia Anh sử dụng súng trường bắn tỉa L96 đã tiêu diệt mục tiêu ở khoảng cách 860 m bằng cách bắn lệch về trái mục tiêu 17 m để viên đạn bay vòng theo hướng gió.

### Tại Việt Nam
- Trong Chiến dịch Điện Biên Phủ, quân đội Việt Nam có phong trào thi đua “săn tây, bắn tỉa” phát động vào trung tuần tháng 4 năm 1954. Chiến sĩ Đoàn Trương Lít, Đại đội 395, Trung đoàn 36 đã dùng 1 khẩu súng trường bắn tỉa 9 phát, diệt 9 lính Pháp ở vị trí 206 (Đồi A1) ngày 19/4. Với khẩu súng trường Lee-Enfield của Anh Quốc, chiến sĩ Lộc Văn Thông, Trung đoàn 165 đã tỉa diệt 30 lính Pháp ở cứ điểm 105 (Đồi A1) từ ngày 30/3 đến 16/4. Một chiến sĩ Đại đội 213, Trung đoàn 88 lấy súng của địch, bắn tỉa 5 phát, diệt 5 lính Pháp ở phía Tây sân bay Mường Thanh ngày 20/4/1954[6].
- Trong chiến dịch Đường 9 - Khe Sanh 1968, có một xạ thủ bắn tỉa Việt Nam núp trên ngọn đồi bắn vào căn cứ Mỹ, gây ra một vài tổn thất và hạn chế hoạt động của lính Mỹ. Lính Mỹ đã mở nhiều cuộc tuần tiễu có pháo binh bắn phá nhưng vẫn không triệt hạ được tay súng này. Cuối cùng, Mỹ mở một đợt không kích với rất nhiều máy bay và đủ loại bom đạn, từ bom napan đến pháo 20mm, bắn dữ dội cho đến khi cả ngọn đồi trở nên tan hoang. Tưởng như không gì có thể sống sót được, thì tiếng súng trường lại vang lên. Tất cả lính thủy quân lục chiến Mỹ trong căn cứ nhất loạt đứng dậy reo hò để bày tỏ sự ngạc nhiên và ngưỡng mộ đối với người lính Việt Nam đó [7].
- Chuẩn tướng William Bond, chỉ huy trưởng Lữ đoàn 199 bộ binh hạng nhẹ quân đội Mỹ đã bị một tay súng bắn tỉa Việt Nam bắn chết ngày 01/04/1970 trên địa bàn tỉnh Bình Tuy. Tướng Bond bay đến khu vực chiến sự để kiểm tra các đơn vị bị tổn thất, khi Bond vừa bước ra khỏi máy bay trực thăng thì bị một viên đạn bắn tỉa của Quân Giải phóng bắn xuyên qua ngực. Tướng Bond chết khi được đưa tới bệnh viện[8].
- Ông Trương Đức Hai (TP. Đông Hà, Quảng Trị), xạ thủ bắn tỉa trên khu vực đường 9 Nam Lào. Ông tham gia dân quân xã Trung Hải (ở bờ Nam sông Bến Hải, tỉnh Quảng Trị) và trở thành chiến sĩ du kích. Trong 1 trận đánh giữa 1967, ông Hai đã dùng súng CKC bắn hạ gần 20 tên địch, trong đó có hai sĩ quan. Trong 5 ngày phục kích ở gần căn cứ Mỹ, ông và 5 đồng đội bắn tỉa đã hạ hơn 70 địch, trong đó có 3 lính Hàn Quốc và 4 lính Mỹ[9]
- Bà Hoàng Thị Chẩm (sinh năm 1950 ở thôn Xuân Long, xã Trung Hải, Gio Linh, giáp sông Bến Hải về phía bờ Nam), gia đình bà khi ấy bị lính Mỹ đốt nhà rồi dồn vào khu tập trung ở Tân Tường (Cam Lộ), bố thì bị Mỹ bắt. Bà trốn về quê, đến năm 1969 thì bà trở thành du kích xã Trung Hải, chiến đấu chống Mỹ ở khu vực Dốc Miếu (Quảng Trị). Bà là một trong 4 chiến sĩ đầu tiên lao lên cắm lá cờ giải phóng trên đỉnh đồi căn cứ Dốc Miếu vào đầu tháng 4/1972. Tính chung từ 1969 tới 1972, bà 9 lần được tặng danh hiệu Dũng sĩ diệt Mỹ, trong đó có một danh hiệu Dũng sĩ diệt máy bay, một danh hiệu Dũng sĩ diệt cơ giới và 7 lần là Dũng sĩ bắn tỉa.[10]
- Nữ dũng sĩ diệt Mỹ Trần Thị Buổi (xã Vĩnh Tú, huyện Vĩnh Linh, tỉnh Quảng Trị) 18 tuổi đã tham gia chiến đấu trong lực lượng du kích Vĩnh Linh đánh địch tại cao điểm 31, Khe Sanh năm 1968. Được phân công làm nhiệm vụ nuôi quân, nhưng chị Buổi đề nghị cho ra chiến hào bắn tỉa. Ngày thứ nhất, ở cách vị trí 700 mét, chị bắn 3 viên đạn diệt 2 lính Mỹ. Sang ngày thứ hai, chị tiếp cận cách mục tiêu 300 mét, bắn 6 viên đạn diệt 6 tên. Ngày thứ ba, chị bắn 14 viên đạn, diệt 11 lính Mỹ-ngụy. Trong 3 ngày, với 23 viên đạn và sự mưu trí dũng cảm, chị đã diệt 19 tên Mỹ-ngụy. Với chiến công xuất sắc, chị được công nhận là “Dũng sĩ diệt Mỹ” cấp ưu tú, được tặng thưởng Huân chương Chiến công hạng nhì và là thành viên trong Đoàn Thanh niên Mặt trận Dân tộc giải phóng miền Nam đi dự Đại hội Thanh niên - Sinh viên thế giới lần thứ 9 vào năm 1968 tại thủ đô Sofia, Bulgaria. Cô vinh dự được đại diện cho những chiến sĩ miền Trung ra thăm Chủ tịch Hồ Chí Minh, cùng 2 nữ dũng sĩ diệt Mỹ khác (Trương Thị Khuê, Nguyễn Thị Xuân) được Bác Hồ tặng hoa và mời cơm, sau đó cô được Bác đặt cho tên mới là Trần Thị Bưởi để ca ngợi chiến tích của cô.[11][12][13]
- Ông Lý Văn Dư (bản Bung, xã Danh Sỹ, Thạch An, Cao Bằng) là du kích xã. Trong chiến tranh biên giới Việt-Trung 1979, với 1 khẩu súng CKC và 29 viên đạn, ông đã núp trên đồi để phục kích bắn tỉa 1 đại đội Trung Quốc. Sau nửa ngày phục kích, ông đã bắn hạ 13 lính Trung Quốc.
- Ông Nông Kim Việt ở bản Dong (Cao Bằng) là du kích xã, ngay ngày đầu tiên của chiến tranh biên giới Việt-Trung 1979 đã xách súng CKC ra đồi chè phía sau bản phục kích địch. Liên tiếp những hôm sau đó, mỗi ngày một địa điểm, ông Việt phục kích để bắn tỉa. Trong 20 ngày, cho đến lúc quân Trung Quốc rút về nước, ông Việt đã chiến đấu hơn 10 trận, bắn hạ 50 lính Trung Quốc, nổi tiếng khắp vùng Cao Bằng.[14]

## Xạ thủ bắn tỉa cảnh sát

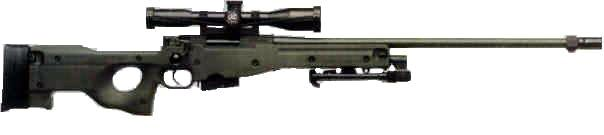
Súng bắn tỉa AWM của Anh quốc

Các lực lượng cảnh sát thường sử dụng xạ thủ bắn tỉa trong các cuộc giải cứu con tin, khi không còn giải pháp nào khác và sinh mạng con tin bị đe dọa trực tiếp, khẩn cấp. Các xạ thủ loại này thường không cần bắn vô hiệu hóa mà bắn tiêu diệt, mặc dù xác suất thành công không phải là hoàn toàn. Khoảng cách tác chiến của xạ thủ bắn tỉa trong lực lượng cảnh sát thường ngắn hơn so với trong quân đội rất nhiều, dưới 200 m. Lưu ý rằng, một số lực lượng cảnh sát không tuân thủ Công ước Hague về cấm sử dụng đạn có sức công phá lớn trong chiến tranh, họ đôi khi sử dụng đầu đạn mềm hoặc đạn đầu có lỗ.
Nhu cầu về đào tạo xạ thủ bắn tỉa trong lực lượng cảnh sát trở thành cấp thiết từ sau vụ khủng bố Munich năm 1972. Trong sự kiện đó, cảnh sát không có vũ khí bắn tỉa thích hợp để đối phó với khủng hoảng con tin, kết quả là tất cả con tin người Israel đã bị giết. Sử dụng xạ thủ bắn tỉa của quân đội Đức khi đó là không thể bởi hiến pháp không cho phép quân đội tham gia các sự vụ trong nước. Tình huống này đã đưa đến việc thành lập đơn vị chống khủng bố GSG-9 của cảnh sát Đức.
Trong một vụ việc năm 2007, xạ thụ bắn tỉa đội SWAT Columbus, bang Ohio đã ngăn chặn vụ tự tử bằng cách bắn vào khẩu súng trên tay đối tượng, tước vũ khí mà không làm tổn thương đối tượng. Mặc dù xử lý tình huống thành công, đoạn băng video quay lại cho thấy người đàn ông ý định tự tử đã thoát được trong gang tấc những mảnh kim loại của viên đạn và của khẩu súng. Các xạ thủ từng thử nghiệm kỹ thuật này bằng cách bắn vào khẩu súng đã lên đạn không phải luôn thành công. Khẩu súng bị bắn có thể phát hỏa về bất kỳ hướng nào và thậm chí là khẩu súng đó bị bắn trúng cũng chưa chắc đã mất khả năng phát nổ. Hơn nữa việc bắn viên đạn vào đối tượng có thể gây chết người, và việc bắn đó kể cả để ngăn chặn tự tử cũng không hợp pháp ở một số nước.
Trong thời bình, xạ thủ bắn tỉa của lực lượng cảnh sát ví dụ nhóm phản ứng tình huống nguy hiểm của FBI (còn gọi là đội giải cứu con tin) phục vụ lâu hơn, được huấn luyện kỹ hơn và có nhiều kinh nghiệm tác chiến hơn là xạ thủ quân đội.

## Xạ thủ bắn tỉa kích động bạo lực
Có những trường hợp đặc biệt về sử dụng bắn tỉa là để kích động bạo lực của đám đông, như trường hợp lính bắn tỉa bắn vào cuộc biểu tình Euromaidan 2014 ở Kiev, Ukraina.
Ban đầu sự việc được phát hiện ở cuộc trò chuyện qua điện thoại bị rò rỉ giữa Cao ủy đối ngoại Liên minh châu Âu Catherine Ashton và Ngoại trưởng Estonia Urmas Paet, tiết lộ là "các tay súng bắn tỉa không phải là người của Yanukovich mà là ai đó thuộc liên minh mới" .
Các điều tra sau này xác định tay súng bắn tỉa người Gruzia, gồm Alexander Revazishvili và Koba Nergadze, được liên minh mới thuê để bắn vào cả hai phía người biểu tình và cảnh sát của chính quyền Yanukovych lúc đó . Tháng 2/2014 lính bắn tỉa đã làm hàng chục người chết, hoàn thành nhiệm vụ kích động bạo lực cho cuộc biểu tình lan rộng. Nó dẫn đến lật đổ chính quyền Yanukovych, và quy tội cho ông này trách nhiệm về những cái chết trong cuộc biểu tình .

## Các chiến thuật bắn tỉa

### Đích bắn

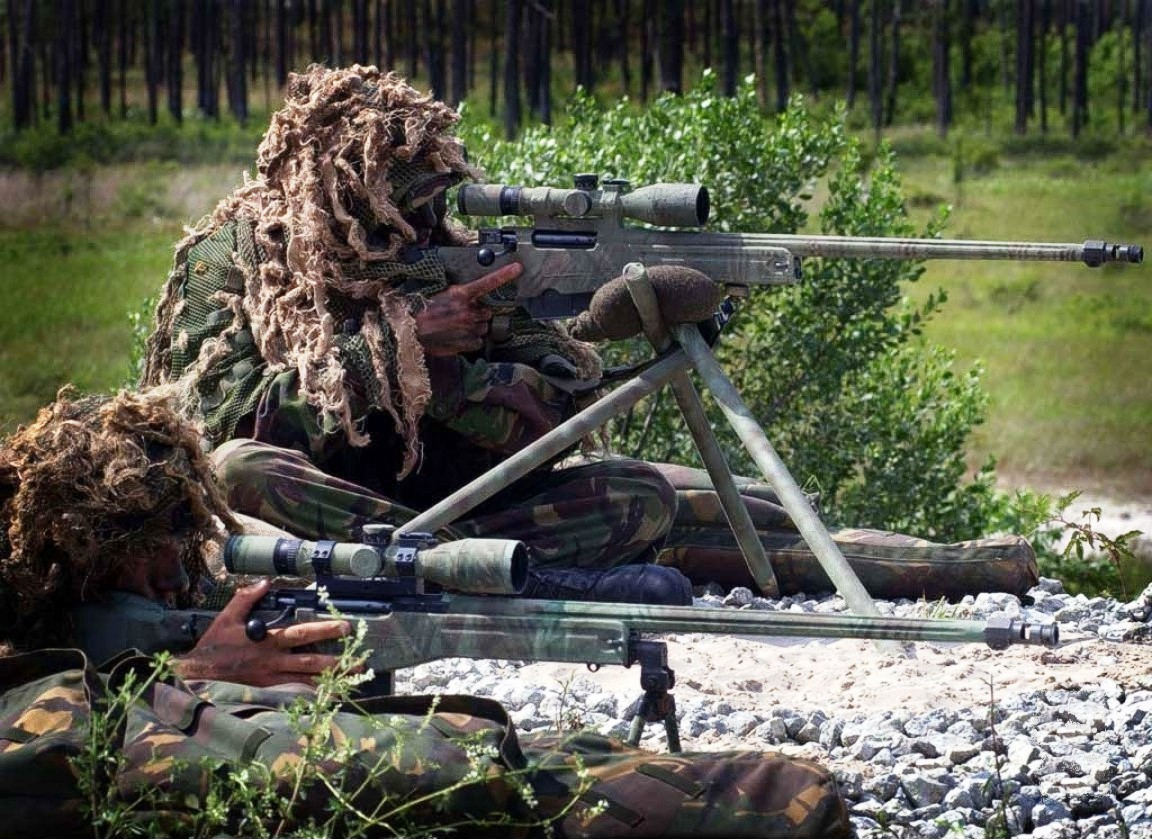
Xạ thủ bắn tỉa sử dụng súng L115A1 thuộc Hải quân Hoàng gia.

Lựa chọn đích bắn phụ thuộc vào xạ thủ. Xạ thủ bắn tỉa quân đội thường tác chiến ở khoảng cách trên 300 m sẽ bắn vào phần thân của đối phương chủ yếu là ngực, nơi có các cơ quan nội tạng quan trọng và là phần rộng nhất của cơ thể. Xạ thủ cảnh sát thường tác chiến ở khoảng cách gần hơn rất nhiều có thể lựa chọn bắn vào đầu để đảm bảo triệt hạ đối tượng. Trong những trường hợp phải bắn chết tức thì, xạ thủ sẽ nhằm vào vị trí tiểu não – vùng não trong hộp sọ điểu khiển cử động. Một số nhà nghiên cứu đường đạn và thần kinh học cho rằng làm tổn thương tủy sống ở đốt sống cổ thứ hai sẽ ngăn chặn có hiệu quả cử động có điều khiển, tuy vậy tranh luận này vẫn chưa ngã ngũ và vẫn ở giai đoạn học thuật.

### Lựa chọn vị trí
Để thực hiện nhiệm vụ vãn hồi trật tự, thu thập tin tức và gây áp lực đối phương, xạ thủ hoặc nhóm xạ thủ sẽ ẩn nấp tại các vị trí an toàn trên cao. Họ sử dụng ống nhòm để xác định mục tiêu và phương tiện liên lạc để chuyển thông tin.
Xạ thủ sử dụng các biện pháp ngụy trang, các góc tiếp cận bất thường và di chuyển chậm, đều đặn để tránh bị tấn công trả lại. Nếu không bị nhìn trực tiếp, một số xạ thủ có thể bắn ở khoảng cách dưới 90 m mà không bị phát hiện trong khi đối phương vẫn đang tìm kiếm họ.
Xạ thủ quân sự sẽ ngụy trang tìm vị trí cho phép tầm nhìn rộng nhất đến mục tiêu. Thông thường khoảng cách là từ 300–1000 m, thích hợp nhất là 600 m. Trái với mọi người nghĩ, anh ta sẽ không chọn vị trí cao nhất. Lựa chọn này không phải vì càng cao thì đường đạn càng cong và khó tính toán mà vì đó là vị trí dễ bị để ý nhất. Do đó, xạ thủ phải phải chọn vị trí có tầm nhìn tốt nhất và bắn không bị phát hiện. Vị trí này nên ở sau một vật thể đặc hoặc bắn qua vật thể đó. Thử nghiệm của quân đội Anh cho thấy viên đạn bay qua một vật thể đặc sẽ tạo ra âm thanh như là nó được bắn từ ra đó. Sóng âm của viên đạn nẩy trở lại từ vật thể rắn và tạo ra tiếng súng, vật thể rắn ở đây có thể là một ngôi nhà hoặc một cái cây lớn.
Xạ thủ của lực lượng cảnh sát có cách lựa chọn vị trí khác. Do không cần quan tâm đến ngụy trang và ẩn náu, xạ thủ này chọn những vị trí có tầm quan sát rõ nhất mục tiêu và hiện trường để bắn vô hiệu hóa đối tượng. Họ thường chọn vị trí gần hơn so với trong quân sự, vị trí bắn cách mục tiêu trung bình 83 m, đảm bảo viên đạn đi rất chính xác và liên lạc nhanh chóng với chỉ huy. Vì thế vị trí có góc quan sát rộng và ở trên cao là vị trí ưa thích. Vị trí của họ thậm chí có thể bị bắn trả tức thì.

### Lựa chọn mục tiêu

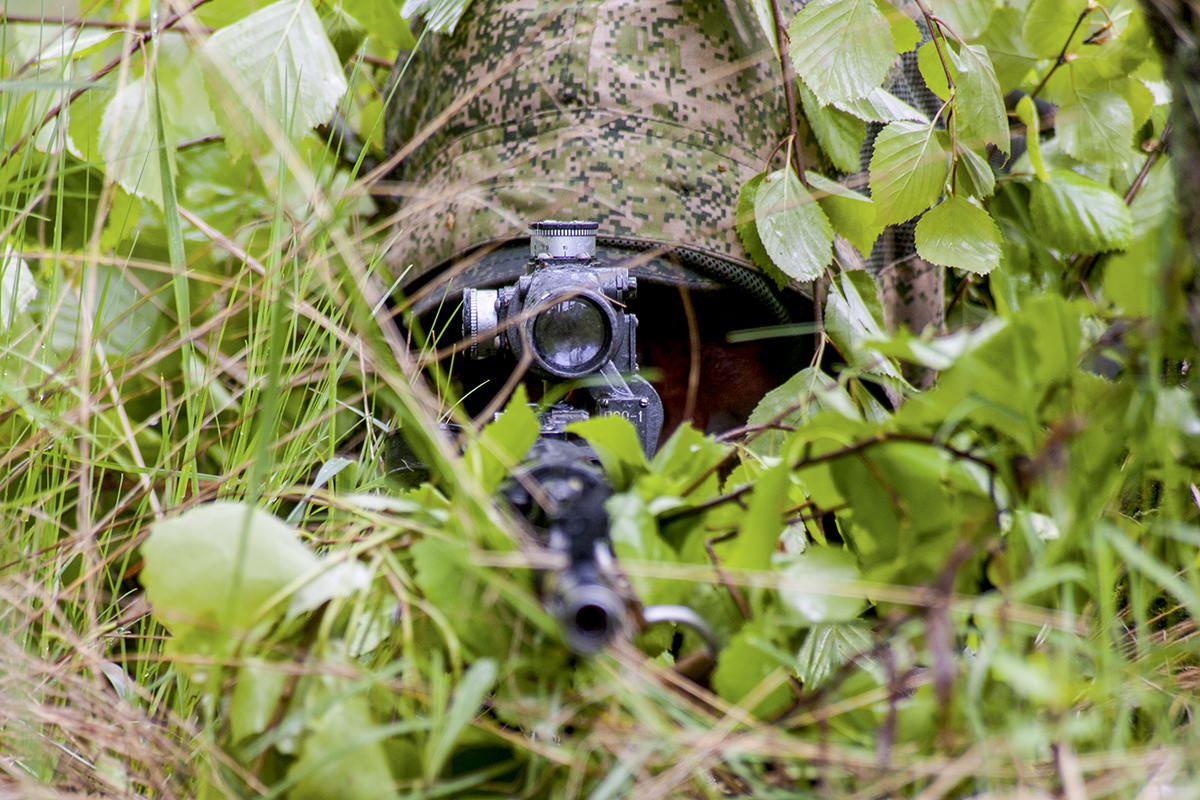
Một xạ thủ bắn tỉa thuộc lực lượng đặc nhiệm Nga

Xạ thủ có thể bắn mục tiêu sống hoặc thiết bị, nhưng đa phần, mục tiêu của họ là người như sĩ quan hoặc nhân viên kỹ thuật (điện đài viên...) để gây gián đoạn hoạt động của đối phương ở mức độ cao nhất. Những mục tiêu khác bao gồm những gì là mối đe dọa với họ như người điều khiển chó, đối tượng thường tìm kiếm xạ thủ. Tuy vậy, nguyên tắc hoạt động và công thức để sinh tồn đó là không bao giờ bắn nếu không cần thiết bởi phát bắn sẽ tiết lộ anh ta ở đâu và khiến đối phương đáp trả.
Xạ thủ bắn tỉa xác định mục tiêu là sĩ quan dựa trên bề ngoài và hành vi ví dụ quân phục, nói với nhân viên điện đàm, ngồi ở vị trí khách trên xe, có nhân viên trợ lý hoặc phục vụ, nói chuyện và di chuyển vị trí thường xuyên, v.v. Nếu có thể, xạ thủ sẽ bắn theo thứ tự cấp bậc, nếu không được, anh ta sẽ bắn sao cho gián đoạn việc liên lạc.
Trong chiến tranh hiện đại, phần lớn sát thương và phá hủy do các vũ khí cần nhiều người vận hành như pháo, tên lửa, máy bay, xe tăng, v.v. trinh sát là phương cách sử dụng xạ thủ bắn tỉa hiệu quả nhất. Với các kỹ năng đột nhập, tiếp cận mục tiêu, sử dụng thiết bị quan sát từ xa, xác định khoảng cách, v.v. xạ thủ bắn tỉa là có thể tiếp cận các mục tiêu quan trọng.
Với khẩu súng bắn đạn 12.7 mm, xạ thủ có thể phá hủy máy bay đang đỗ, bắn nổ đạn dược, thiết bị quang học đắt tiền, hoặc các thiết bị radar. Phương pháp tác chiến này đôi khi cần loại vũ khí chuyên dụng phá hủy thiết bị, chúng có hiệu quả như sử dụng thuốc nổ để phá hoại.

### Chiến tranh tâm lý
Nhằm vô hiệu hóa lực lượng đối phương, nhiều trường hợp xạ thủ hành động theo một công thức có chủ ý. Trong cuộc Cách mạng Cuba, lực lượng cách mạng của phong trào 26 tháng 7 luôn tiêu diệt kẻ đi đầu trong các nhóm quân của chính quyền Bastia. Nhận ra điều này, không ai dám đi đầu nữa bởi điều đó là tự sát. Cách làm này giảm tinh thần của quân đội khá hiệu quả khi họ truy tìm những người khởi nghĩa ở vùng núi. Một cách khác là luôn bắn vào người đi thứ hai, đưa đến hiệu ứng tâm lý là không ai muốn đi theo "người dẫn đầu" nữa.
Khẩu hiệu "một viên, một mạng" (one shot, one kill) đôi khi được hiểu không đúng và thần tượng hóa huyền thoại xạ thủ bắn tỉa. Khẩu hiệu này thể hiện chiến thuật và triết lý hiệu quả, bí mật của họ. Nghĩa chính xác của khẩu hiệu trên có thể hiểu như sau:
- Chỉ bắn một phát đạn khi đó là cần thiết và không tiết lộ vị trí của xạ thủ
- Mỗi viên đạn nên bắn chính xác, gây ra thiệt hại tối đa cho đối thủ

Dù khẩu hiệu trên phản ánh đúng thực tế hay không thì nó vẫn được sử dụng rộng rãi trong văn học, báo chí và phim ảnh.

## Các chiến thuật chống bắn tỉa

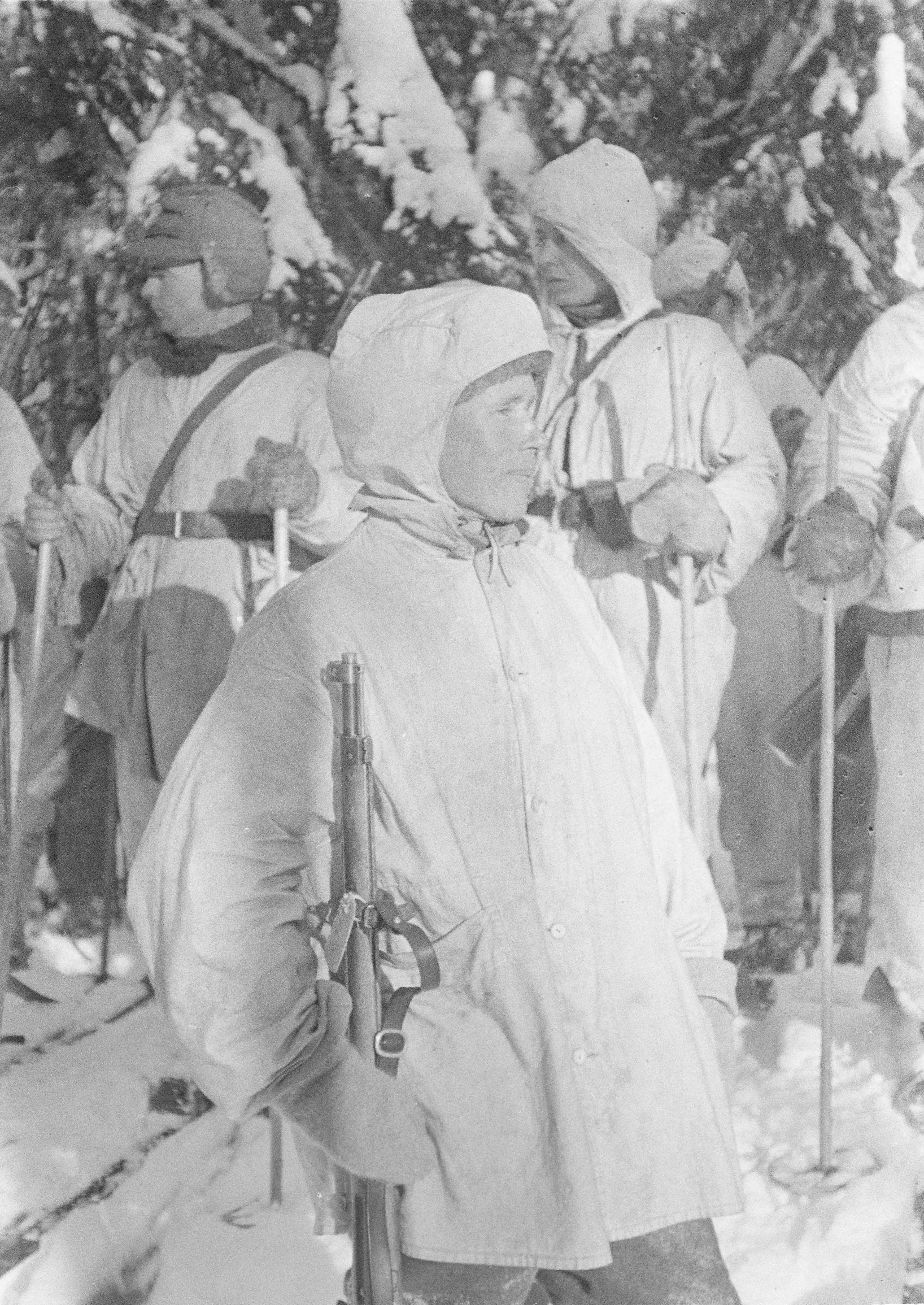
Simo Hayha (Phần Lan) - xạ thủ chuyên sử dụng thước ngắm thường khi bắn tỉa

Trong chiến tranh hiện đại, có bắn tỉa thì có chống bắn tỉa với nhiều kỹ thuật được phát triển. Đương nhiên là không thể phòng chống và triệt tiêu hoàn toàn được các xạ thủ bắn tỉa, nhưng có các biện pháp để cản trở họ.
Nguy cơ cho hệ thống chỉ huy sẽ giảm được bằng cách bỏ dấu hiệu chỉ huy. Ngày nay, việc chào cấp chỉ huy và mang quân hàm không được áp dụng trên chiến trường. Tuy vậy các sĩ quan vẫn có thể bị lộ thân phận qua các hành động như xem bản đồ và sử dụng điện đàm.
Các xạ thủ cũng được sử dụng để chống xạ thủ đối phương. Bên cạnh việc quanh sát trực tiếp, lực lượng bảo vệ có thể sử dụng các kỹ thuật khác như tính toán đường đạn bằng phương pháp tam giác. Cách làm này có thể thực hiện bằng kỹ thuật tính toán bằng tay hoặc trợ giúp của radar. Một khi vị trí của xạ thủ bắn tỉa được xác định, bên bảo vệ có thể khống chế anh ta.
Càng bắn nhiều, cơ hội bị phát hiện càng lớn. Thông thường thì bên bảo vệ sẽ dụ cho đối phương bắn. Đôi khi chỉ là để đối phương bắn vào cái mũ sắt. Trong Chiến tranh Liên Xô-Phần Lan (1940) giữa Phần Lan và Liên Xô, người Phần Lan khá thành công trong việc sử dụng chiến thuật "Kylma-Kalle" (Charlie Lạnh). Một người nộm được phủ quần áo là mục tiêu thu hút, ví dụ đóng giả một viên sĩ quan giấu mình một cách cẩu thả. Các xạ thủ Xô viết thiếu kinh nghiệm thường mắc bẫy này. Ngay khi biết được góc có viên đạn bắn tới, một khẩu súng cỡ nòng lớn, ví dụ súng chống tăng, sẽ bắn về phía đó để tiêu diệt xạ thủ.
Các chiến thuật khác bao gồm sử dụng pháo hay súng cối, hỏa mù, hoặc đặt mìn, bẫy gần các vị trí thuận lợi cho xạ thủ bắn tỉa.
Một chiến thuật đối phó bắn tỉa cổ điển là buộc các giẻ rách (hoặc vật liệu tương tự) vào các cây và bụi cây ở khu vực nguy hiểm. Các giẻ này lay động một cách ngẫu nhiên, làm rối loạn chuyển động của trong tầm mắt của xạ thủ. Ưu điểm của chiến thuật này là ở sự đơn giản, nhưng nó có thể cản trở các xạ thủ ít kinh nghiệm và đôi khi ngăn chặn được xạ thủ chuyên nghiệp.
Bắn tỉa và chống bắn tỉa là sự đấu trí không ngừng. Khi có sự cải tiến của phía này thì bên kia lại tìm cách hạn chế.

## Huấn luyện

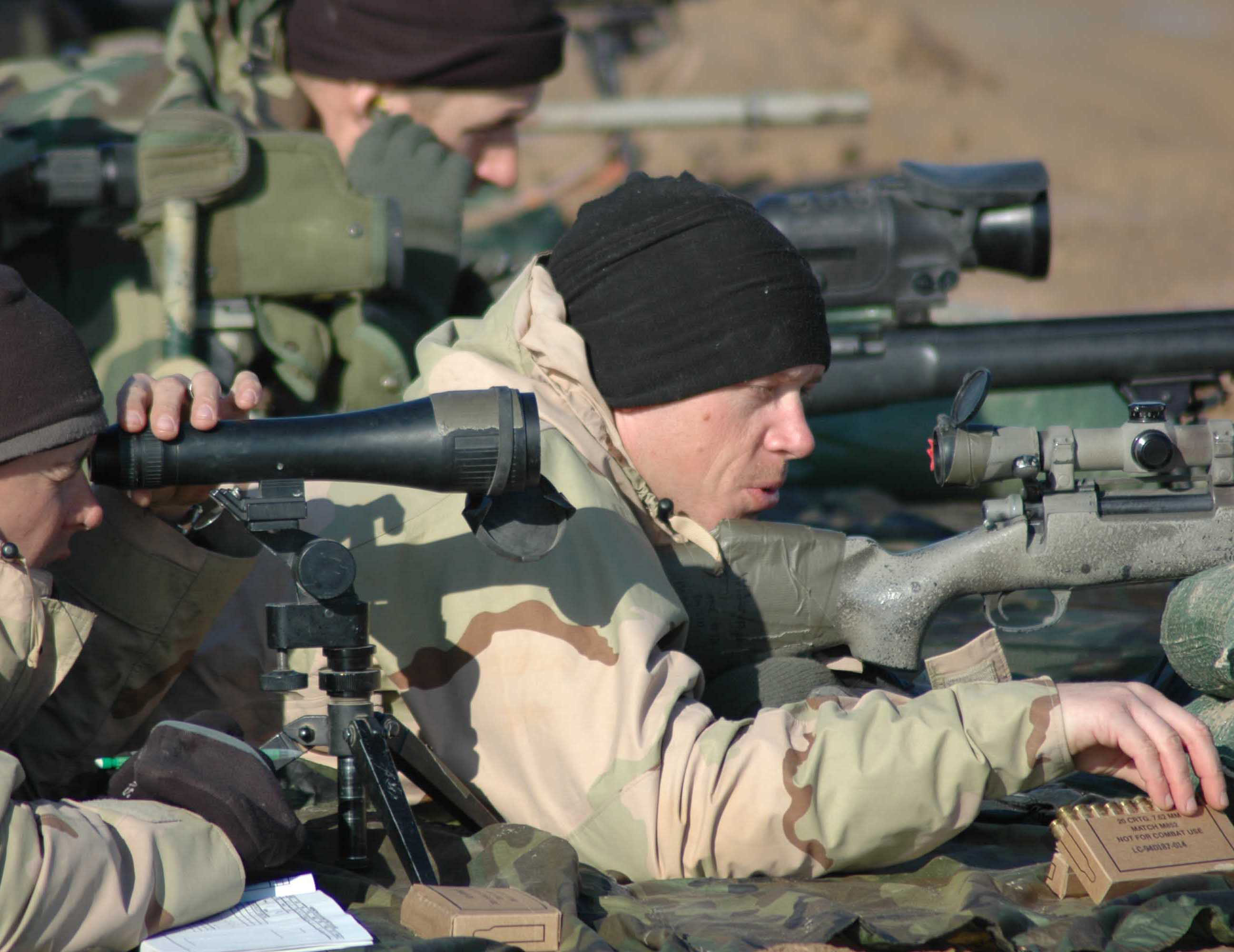
Lực lượng vệ binh huấn luyện bắn tỉa tại Arkansas.

Huấn luyện giúp các xạ thủ bắn tỉa dần có được kỹ năng để hành động hiệu quả. Xạ thủ quân sự phát triển các kỹ năng ngụy trang, ẩn nấp, tiếp cận, quan sát và bắn súng trong các tình huống tác chiến khác nhau. Trong thời gian luyện tập các kỹ năng cơ bản, xạ thủ bắn đến hàng ngàn phát đạn trong vài tuần.
Huấn luyện kỹ năng bắn súng chỉ là một phần của khóa huấn luyện. Một xạ thủ sử dụng các chiến thuật đặc biệt để tiến nhập, di chuyển mà không bị phát hiện trong khu vực hoạt động. Các xạ thủ bẳn tỉa còn đóng vai trò là người đi trước quan sát và được huấn luyện để cung cấp thông tin vị trí chính xác cho pháo binh và không quân. Các chức năng khác của xạ thủ bắn tỉa còn là do thám và thu thập tin tức. Một kỹ năng khác là phân biệt và lựa chọn mục tiêu, xác định khí tài hay cá nhân nào là mục tiêu cần tiêu diệt.

### Bắn súng
Các xạ thủ bắn tỉa được huấn luyện để bóp cò bằng đầu ngón tay nhằm hạn chế xê dịch khẩu súng, tư thế bắn chính xác nhất là nằm sấp với túi cát hoặc giá hai, ba chân đỡ súng, và áp má vào báng súng. Trên chiến trường, giá hai chân khá thông dụng. Đôi khi, một lớp lót được quấn quanh phần đặt tay không bóp cò để giảm xê dịch súng. Có nơi, xạ thủ được luyện hít thở sâu trước khi khi bắn, sau đó bắn khi phổi không còn không khí. Ở những trường huấn luyện tinh vi hơn, xạ thủ luyện bắn giữa hai lần tim đập để giảm thiểu rung súng. Thêm vào đó, còn phải nắm vững kỹ năng xác định khoảng cách, gió, chênh lệnh độ cao và những yếu tố có thể ảnh hưởng đường bay viên đạn.
Các xạ thủ ấn định kính ngắm và súng trùng nhau ở một khoảng cách bắn nhất định, tức là ở khoảng cách đó viên đạn bay chính xác vào tâm điểm trên kính ngắm. Khi biết điểm viên đạn sẽ chạm ở khoảng cách biết trước, xạ thủ sẽ tính toán để điều chỉnh phù hợp với sức gió, khoảng cách dựa trên hiểu biết về đường bay của viên đạn. Mỗi xạ thủ điều chỉnh súng thường xuyên để thích nghi với điều kiện với áp suất và đảm bảo rằng đường đạn luôn ổn định.
Thời gian huấn luyện là cần thiết để các kỹ năng được hấp thụ đầy đủ, xạ thủ khi đó có thể ước tính chính xác khoảng cách, các yếu tố không khí (gió, mưa, nhiệt độ, độ ẩm) và bắn trúng mục tiêu chỉ với một phát đạn.

### Xác định mục tiêu

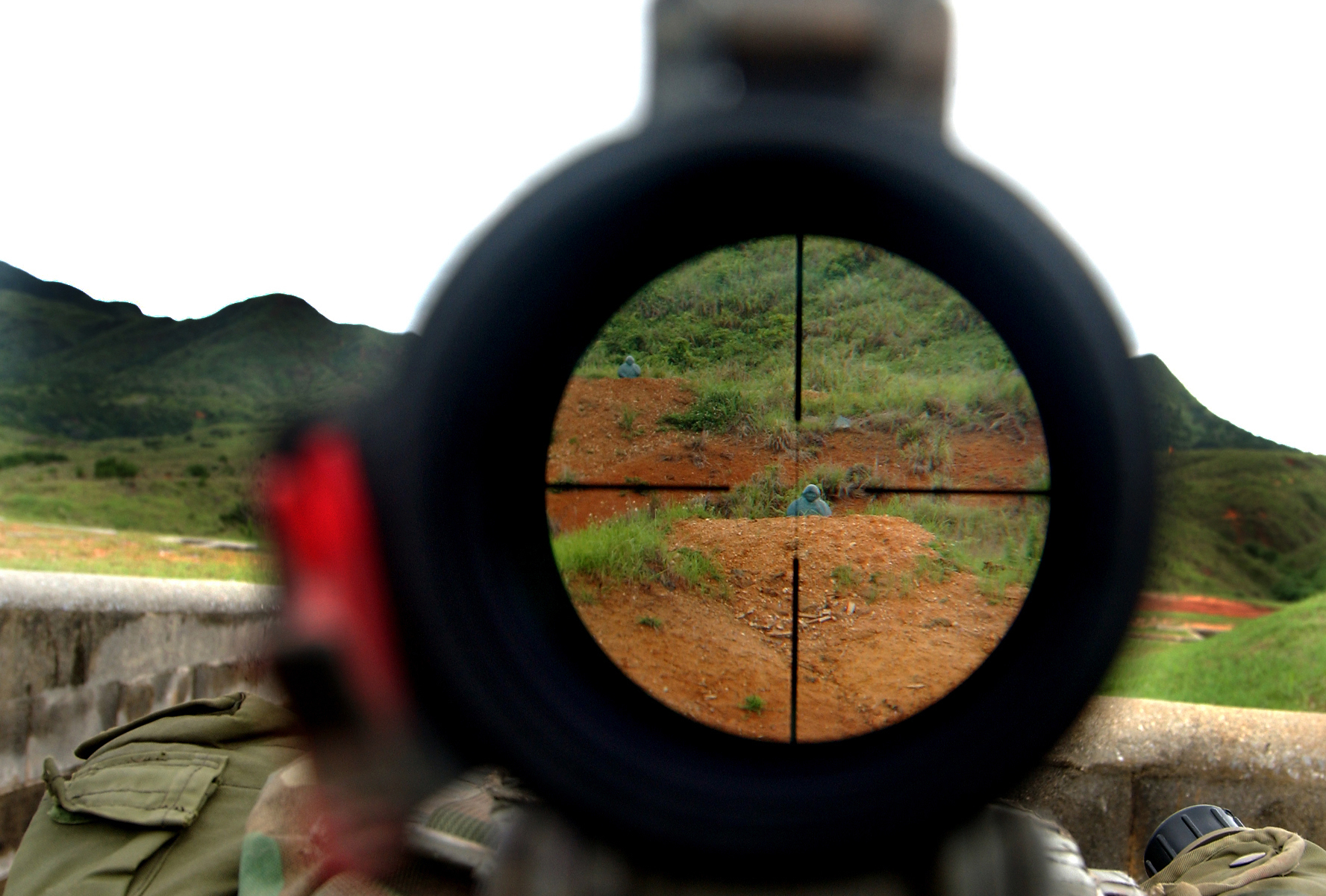
Kính ngắm quang học - thiết bị tối quan trọng

Khoảng cách tới mục tiêu nên được đo đạc và ước tính càng chính xác càng tốt. Tính toán khoảng cách trở nên tối cần thiết với những mục tiêu ở xa bởi viên đạn đi theo đường vòng cung và xạ thủ phải điều chỉnh súng cao hơn mục tiêu do viên đạn sẽ bay hạ xuống bởi trọng lực. Nếu khoảng cách không được xác định chính xác, viên đạn sẽ bay quá cao hoặc quá thấp. Ví dụ, loại đạn phổ biến cho xạ thủ là 7.62 × 51 mm NATO M118 Special Ball sẽ "rơi" thêm 200 mm khi khoảng cách tăng từ 700 m lên 800 m. Điều này có nghĩa, nếu khoảng cách thực là 800 m nhưng tính toán sai thành 700m, viên đạn sẽ đi xuống dưới điểm cần bắn 200 mm.
Ống nhòm hay kính ngắm có thiết bị laser đo khoảng cách có thể được sử dụng nhưng thường là không được lựa chọn trên chiến trường bởi tia laser có thể bị đối phương phát hiện. Một phương pháp hữu dụng để xác định khoảng cách là so sánh chiều cao của mục tiêu (hoặc vật thể gần mục tiêu) với thước đo trên kính ngắm để suy ra khoảng cách. Trung bình đầu người có kích thước chiều ngang 150 mm, vai rộng 500 mm, và khoảng cách từ mông lên đỉnh đầu là 1 m. Có nhiều phương pháp tính khoảng cách khác nhau được sử dụng giúp xạ thủ xác định chính xác khoảng cách.
Bắn tới mục tiêu cao hơn hay thấp hơn cũng cần tính toán đặc biệt bởi tác dụng của lực hấp dẫn lên đường đạn. Gió cũng ảnh hưởng đường đạn càng nhiều khi khoảng cách tăng lên.
Bắn mục tiêu di động cần những kỹ năng tinh tế hơn, nhưng vẫn dựa trên những kỹ năng cơ bản khi bắn mục tiêu tĩnh.

## Những xạ thủ bắn tỉa nổi tiếng

### Thế kỷ 19
- Thomas Plunkett, lính người Ireland trong đơn vị súng trường 95 của quân đội Anh. Ông trở nên nổi tiếng nhờ cú bắn trúng viên tướng người Pháp Auguste-Marie-François Colbert trong trận Cacabelos vào năm 1809. Plunkett dùng khẩu súng trường Baker và bắn trúng viên tướng Pháp ở khoảng cách 600 m. Với độ chính xác của những khẩu súng trường ở thế kỷ 19 và việc không có kính ngắm, đây là một phát bắn cực kỳ khó.
- Trung sĩ Grace thuộc đơn vị bộ binh Geogria số 4 tham chiến trong cuộc nội chiến Mỹ. Ngày 9/5/1864, trong trận Spotsylvania, Grace dùng khẩu súng trường Whitworth của Anh và bắn trúng viên tướng John Sedgwick từ cự ly 900 m.
- Hạ sĩ Francis Pegahmagabow (9/3/1891 - 5/8/1952) là một tay súng người Ojibwa trong hàng ngũ quân đội Canada. Trong Thế chiến I, ông được cho rằng đã tiêu diệt 378 lính Đức.

### Thế kỷ 20 đến nay
- Mikhail Ilyich Surkov (Nga) trong Chiến tranh thế giới thứ hai – hạ gục 702 sĩ quan và lính Đức, ngoài ra có thể đã hạ khoảng 300 lính Đức khác. Kỷ lục về số lượng tiêu diệt cho tới nay.
- Vladimir Gavrilovich Salbiev - hạ 601 quân Đức và Vasiliy Shalvovich Kvachantiradze hạ 534 lính Đức (cộng thêm khoảng 250 quân Đức khác có thể đã bị diệt bởi mỗi người). Kvachantiradze cũng giữ kỷ lục về số lượng tiêu diệt sĩ quan địch cho tới nay.
- Ivan Mikhaylovich Sidorenko - hạ khoảng 500 quân Đức, ngoài ra anh còn dùng đạn cháy để hạ 1 xe tăng và 3 xe kéo của Đức bằng cách bắn vào thùng nhiên liệu. Cuối năm 1944, anh được rút về hậu phương và đã đào tạo 250 xạ thủ bắn tỉa khác.
- Simo Hayha (Phần Lan) trong chiến tranh mùa đông Liên Xô – Phần Lan (1939-1940). Phần Lan tuyên bố ông tiêu diệt khoảng 505 lính Xô viết bằng súng trường Mosin Nagant (Mẫu 28) có thước ngắm thường (không dùng kính ngắm), có thể đã hạ thêm khoảng 200 khác bằng súng tiểu liên (tuy nhiên con số này đã được Phần Lan phóng đại để tuyên truyền, bởi báo cáo chiến trường cho thấy thành tích bắn tỉa thực sự của ông chỉ khoảng 259[2])
- Matthias Hetzenauer, xạ thủ người Áo đã hạ 345 đối phương trong cuộc chiến với Liên Xô ở mặt trận phía Đông
- Vasily Zaytsev (Nga) trong trận Stalingrad, Chiến tranh thế giới thứ hai – hạ gục 242 sĩ quan và lính Đức (nếu tính cả số chưa được khẳng định thì số quân địch bị ông bắn hạ có thể lên tới 400). Cuộc đời anh đã được tái hiện trong bộ phim Kẻ thù trước cửa của Điện ảnh Mỹ
- Vasiliy Ivanovich Golosov (Nga) trong Chiến tranh thế giới thứ hai – hạ gục 70 lính bắn tỉa của Đức, ngoài ra đã hạ 352 lính Đức khác. Kỷ lục về số lượng tiêu diệt lính bắn tỉa địch cho tới nay.
- Fyodor Matveyevich Ohlopkov (người thiểu số Nga vùng Siberi) trong chiến tranh mùa đông Liên Xô – Phần Lan (1939-1940) và Chiến tranh thế giới thứ hai – được xác nhận tiêu diệt 429 đối phương.
- Josef "Sepp" Allerberger (Đức) trong Chiến tranh thế giới thứ hai – tiêu diệt 257 tại mặt trận Xô-Đức. Từng đối đầu với Mikhail Ilyich Surkov và bị bắn trọng thương vào ngực.
- Feodor Smolyachkov trong Chiến tranh thế giới thứ hai – tiêu diệt 125 đối phương bằng 126 phát đạn.
- Lyudmila Pavlichenko (Ukraina, Liên Xô) trong Chiến tranh thế giới thứ hai – xạ thủ nữ tiêu diệt 309 đối phương. Kỷ lục về số lượng tiêu diệt cho một xạ thủ nữ cho tới nay.
- Carlos Hathcock (Thủy quân lục chiến Hoa Kỳ) trong Chiến tranh Việt Nam – tiêu diệt 93 đối phương; giữ kỷ lục trong 35 năm về cự ly 2.286 mét, đến năm 2002 thì kỷ lục bị phá.
- Chuck Mawhinney (Thủy quân lục chiến Hoa Kỳ) trong Chiến tranh Việt Nam – tiêu diệt khoảng 100; đã từng bắn trúng nhiều mục tiêu trong khoảng 1 phút trong khi dùng kính ngắm ban đêm.
- Rob Furlong (Canada) trong cuộc chiến Afghanistan, 2002 – giữ kỷ lục tiêu diệt đối phương ở khoảng cách 2.430 mét. Tới năm 2010 thì kỷ lục bị phá bởi Craig Harrison (Anh) 2010 - tiêu diệt tay súng Taliban ở khoảng cách 2.470 mét (tương đương 25 sân bóng) bằng khẩu L115A3 (bắn đạn 8,6mm, tầm bắn hiệu quả 1.500 m).
- Juba – xạ thủ phe nổi dậy tại Iraq, tiêu diệt 39 lính Mỹ từ 2003 và xuất hiện trong một số đoạn phim tuyên truyền. Tuy vậy, liệu Juba là người thực và danh tính là gì vẫn chưa được xác nhận.
- Trương Đào Phương (Trung Quốc) - trong 32 ngày đã tiêu diệt 214 lính địch (hầu hết là lính Mỹ) trong Chiến tranh Triều Tiên, ông cũng là xạ thủ hạ nhiều địch nhất kể từ sau Chiến tranh thế giới thứ hai cho tới năm 2017
- Chris Kyle (SEAL) - trong chiến tranh Iraq, ông được coi là xạ thủ bắn tỉa nguy hiểm số một của quân đội Mỹ với 160 lần bắn có đồng đội chứng kiến; nếu tính trường hợp không được xác nhận thì có số lần bắn là 225 người.
- Trong cuộc chiến chống quân khủng bố IS tại miền Bắc Iraq, một xạ thủ Canada sử dụng súng McMillan TAC-50 từ khoảng cách 3.450m đã hạ gục một lính IS, phá mọi kỷ lục bắn tỉa tầm xa từ trước đến nay. Danh tính của xạ thủ này vẫn đang được giữ bí mật vì lý do an ninh.[5]
- Cũng trong cuộc chiến chống quân IS tại miền Bắc Iraq, ông Abu Tahsin al-Salhi (1953 – 29/9/2017) đã trở thành xạ thủ bắn tỉa hạ nhiều địch nhất kể từ sau Chiến tranh thế giới thứ hai với thành tích hạ 384 lính địch trước khi tử trận ở Hawija, Iraq. Abu Tahsin tham chiến từ tháng 5/2015 và thường sử dụng 1 khẩu Steyr HS .50 cỡ nòng 12,7mm của Áo. Trước đó, ông đã được huấn luyện kỹ năng bắn tỉa bởi đặc nhiệm Quân đội Nga